# ناثان شو
ناثان شو (بالإنجليزية: Nathan Shaw)‏ هو لاعب كرة قدم بريطاني، ولد في 22 نوفمبر 2000. لعب مع نادي بلاكبول.